# Lurblæserne
Lurblæserne er et monument på Rådhuspladsen i København, der forestiller to lurblæsere (udført i bronze) anbragt på en søjle (af tegl). Den samlede højde er ca. 20 meter.
Det blev udført 1911-1914 af Siegfried Wagner (lurblæserne) og Anton Rosen (søjlen) ved finansiering fra Carlsbergfondet og Ny Carlsbergfondet som en gave til Københavns Kommune i anledning af 100-året for brygger J.C. Jacobsens fødsel. På soklen findes inskriptionen "J.C. JACOBSEN•CARLSBERG 1811•2•SEPTEMBER•1911".
Idéen om en lurblæser på søjle på Rådhuspladsen, kom fra Lorenz Frølich omkring 1890 og en prøveopstilling med en sådan figur blev foretaget fra oktober til december 1900 foran Centralhotellet. Det var en træsøjle med en statue af en enkelt lurblæser udført af Anders Bundgaard. Søjlen var tegnet af Martin Nyrop, som forestillede sig to søjler flankere indkørslen til Rådhuspladsen fra Vesterbrogade. Ændringen fra én lurblæser til to kom ret sent i forløbet med arbejdet på det endelige monument, hvilket førte til, at de to figurer står noget trangt på søjlen. Det gav dem i folkemunde betegnelsen "opstablede melsække".
Lurblæserne skulle efter sigende blæse i deres horn, når en jomfru passerer dem.